# 황주 김씨
황주 김씨(黃州金氏)는 황해북도 황주군을 본관으로 하는 한국의 성씨이다.
시조 김정순(金正純)은 고려에서 윤관을 도와 여진 정벌과 부병마사(部兵馬事)로서 묘청의 난을 진압하는데 공을 세워 추밀원좌부승의(樞密院左副承宜)에 올랐다.

## 참고 자료
- “황주김씨(黃州金氏)”. 뿌리를 찾아서.[깨진 링크(과거 내용 찾기)]